# 孔达多德特雷维尼奥
孔达多德特雷维尼奥，是西班牙卡斯蒂利亚-莱昂布尔戈斯省的一个市镇，位於布爾戈斯省的外飛地特雷維尼奧飛地。总面积261平方公里，总人口1139人（2001年），人口密度4人/平方公里。